# Chrysochlamys grandifolia
Chrysochlamys grandifolia là một loài thực vật có hoa trong họ Bứa. Loài này được (L.O.Williams) Hammel mô tả khoa học đầu tiên năm 1999.